# نوكيا C6-01
نوكيا C6-01 (بالإنجليزية: Nokia C6-01)‏ هو هاتف محمول من نوكيا، تم طرحه في الأسواق في 2010.

## الخصائص
- الوزن: 131 غ (4.6 أونصة)
- المعالج: 684 ميجا هرتز
- التخزين: 340 ميجابايت